# باشگاه ورزشی باهیا
باشگاه فوتبال باهیا (پرتغالی: Esporte Clube Bahia) یک باشگاه فوتبال برزیلی است که در شهر سالوادور، باهیا بنا شده است. این تیم  در سال‌های ۱۹۵۹ و ۱۹۸۸  قهرمان لیگ برتر فوتبال برزیل شده است.

## افتخارات
لیگ برتر فوتبال برزیل (۲): ۱۹۵۹، ۱۹۸۸
قهرمانی بایانو (۵۱)
جام شمال شرقی (۴): ۲۰۰۱، ۲۰۰۲، ۲۰۱۷، ۲۰۲۱